# Maria Biliżanka

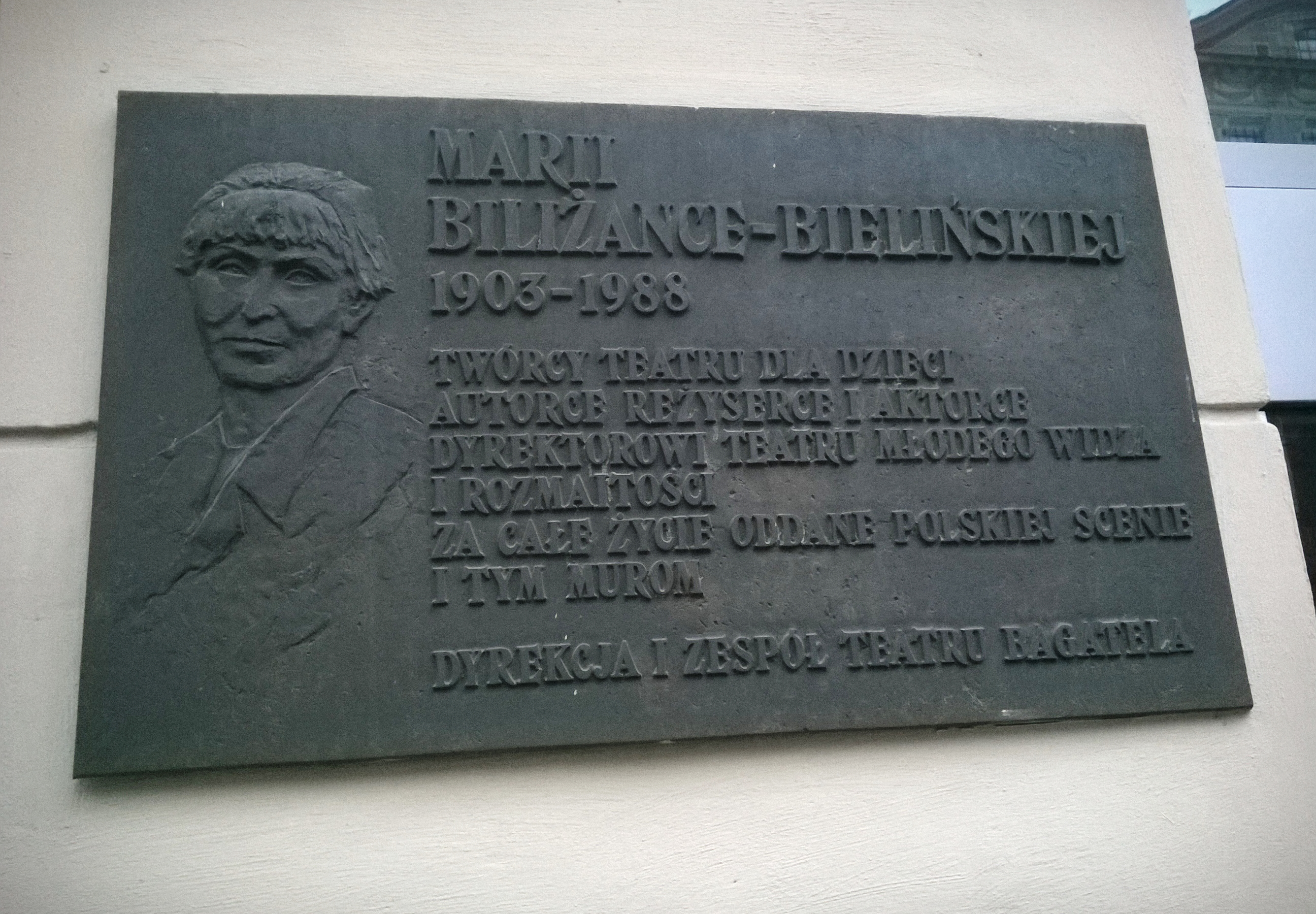
Tablica upamiętniająca Biliżankę przy ul. Karmelickiej w Krakowie

Maria Biliżanka-Bielińska (ur. 19 stycznia 1903 w Kolbuszowej, zm. 8 czerwca 1988 w Krakowie) – polska reżyser teatralna, pedagog, autorka sztuk dla dzieci oraz aktorka, w latach 1958–1963 dyrektorka krakowskiego Teatru Rozmaitości.

## Życiorys
Córka Eliasza. W 1923 roku ukończyła Miejską Szkołę Dramatyczną przy Narodowym Starym Teatrze w Krakowie. W latach międzywojnia była związana z teatrami: Popularnym, Powszechnym, Marionetek, Cricot i Słowackiego. W tym ostatnim stworzyła i poprowadziła scenę dziecięcą, a także sama występowała na scenie w niewielkich rolach.
W 1945, po zakończeniu wojny, rozpoczęła pracę wykładowcy w Studio Aktorskim przy Starym Teatrze. Zaangażowała się również w tworzenie Teatru „Wesoła Gromadka” przy ul. Karmelickiej, który następnie przekształcił się w Teatr Młodego Widza (1948) i Teatr Rozmaitości (1958). Tym ostatnim kierowała jako dyrektor w latach 1958–1963, a następnie otrzymała w nim posadę reżysera etatowego.
Biliżanka reżyserowała przedstawienia i słuchowiska radiowe dla dzieci. Na jej scenie debiutowało wielu przyszłych aktorów i ludzi teatru, m.in. Roman Polański. Polański wspominał w swojej autobiografii, że Biliżanka nie lubiła dziecięcych gwiazd ani przerośniętych osobowości. Dbała, by jej podopieczni nie popadali w samouwielbienie związane z występami w radiu i na scenie. Zależało jej, by młodzi aktorzy nie lekceważyli nauki i poważnie podchodzili do obowiązków szkolnych.
Pochowana na cmentarzu Rakowickim w Krakowie.

## Ordery i odznaczenia
- Krzyż Oficerski Orderu Odrodzenia Polski (1955)
- Krzyż Kawalerski Orderu Odrodzenia Polski (22 lipca 1953)[4]
- Złoty Krzyż Zasługi (21 września 1950)[5]
- 1960: Nagroda Miasta Krakowa[6]
- Order Uśmiechu (1984)
- Złota Odznaka Klubu Miłośników Teatru w Krakowie (1967)